# Melin
Melin ist eine Gemeinde im französischen Département Haute-Saône in der Region Bourgogne-Franche-Comté.

## Geographie
Melin liegt auf einer Höhe von 260 m über dem Meeresspiegel, sechs Kilometer nordwestlich von Combeaufontaine und etwa 28 Kilometer westnordwestlich der Stadt Vesoul (Luftlinie). Das Dorf erstreckt sich im Westen des Departements, in der leicht gewellten Landschaft am Südostrand des Plateaus von Langres, in einer Talmulde am Rand der Höhen von Cherlieu.
Die Fläche des 5,73 km² großen Gemeindegebiets umfasst einen Abschnitt im Bereich des Plateaus westlich des Saônetals. Der zentrale Teil des Gebietes wird von einer Talmulde eingenommen, die topographisch zum Einzugsgebiet der Gourgeonne gehört. Flankiert wird die Mulde auf beiden Seiten von einem Plateau, das eine durchschnittliche Höhe von 260 m erreicht. In der Talniederung und auf dem Plateau herrscht landwirtschaftliche Nutzung vor. Gegen Norden steigt das Gelände allmählich an zu den hier bewaldeten (Forêt Domaniale de Cherlieu) südöstlichen Ausläufern des Plateaus von Langres. Mit 329 m wird im Grand Bois die höchste Erhebung von Melin erreicht. Das Gebiet um Melin besteht aus einer Wechsellagerung von kalkigen und sandig-mergeligen Sedimenten der unteren Jurazeit.
Nachbargemeinden von Melin sind Preigney und Montigny-lès-Cherlieu im Norden, Oigney und Semmadon im Osten, Gourgeon und Lavigney im Süden sowie Malvillers im Westen.

## Geschichte
Überreste eines Schmiedewerks aus der gallischen Epoche und von gallorömischen Mosaiken weisen auf eine lange Besiedlungsgeschichte des Gebietes hin. Im Mittelalter gehörte Melin zur Freigrafschaft Burgund und darin zum Gebiet des Bailliage d’Amont. Eine lokale Adelsfamilie ist im 13. Jahrhundert belegt. Zusammen mit der Franche-Comté gelangte das Dorf mit dem Frieden von Nimwegen 1678 definitiv an Frankreich. Heute ist Melin Mitglied des acht Ortschaften umfassenden Gemeindeverbandes Communauté de communes des Vertes Vallées.

## Sehenswürdigkeiten
Die Dorfkirche von Melin wurde im 17. Jahrhundert neu erbaut. Vor der Kirche steht ein Calvaire, der 1623 errichtet wurde. Ursprünglich aus dem 13. Jahrhundert stammt der Herrschaftssitz nördlich der Kirche, der im 16. Jahrhundert erneuert wurde. Der Ortskern ist geprägt durch zahlreiche Häuser aus dem 16. und 17. Jahrhundert, die den traditionellen Stil der Haute-Saône zeigen.

## Bevölkerung
| Jahr                       | 1962 | 1968 | 1975 | 1982 | 1990 | 1999 | 2006 |
| Einwohner                  | 94   | 82   | 75   | 74   | 77   | 80   | 68   |
| Quellen: Cassini und INSEE |      |      |      |      |      |      |      |

Mit 55 Einwohnern (1. Januar 2022) gehört Melin zu den kleinsten Gemeinden des Département Haute-Saône. Nachdem die Einwohnerzahl in der ersten Hälfte des 20. Jahrhunderts deutlich abgenommen hatte (1881 wurden noch 243 Personen gezählt), wurden seit Beginn der 1970er Jahre nur noch geringe Schwankungen verzeichnet.

## Wirtschaft und Infrastruktur
Melin ist noch heute ein vorwiegend durch die Landwirtschaft (Ackerbau, Obstbau und Viehzucht) und die Forstwirtschaft geprägtes Dorf. Außerhalb des primären Sektors gibt es nur wenige Arbeitsplätze im Ort. Einige Erwerbstätige sind auch Wegpendler, die in den größeren Ortschaften der Umgebung ihrer Arbeit nachgehen.
Die Ortschaft liegt abseits der größeren Durchgangsachsen an einer Departementsstraße, die von Malvillers nach Augicourt führt. Weitere Straßenverbindungen bestehen mit Semmadon, Gourgeon und Lavigney.